# دهستان ییلاقی ارده
دهستان ییلاقی ارده نام دهستانی در بخش پره سر شهرستان رضوانشهر، استان گیلان در ایران است. براساس سرشماری مرکز آمار ایران در سال ۱۳۸۵، جمعیت آن ۲۵۱۸ نفر (۶۳۶ خانوار) بوده‌است.